# Krauses Glück
Krauses Glück ist eine Filmkomödie aus dem Jahr 2016 und der fünfte Film von Regisseur und Autor Bernd Böhlich in der Filmreihe um den pensionierten Polizeihauptmeister Krause. In dieser Episode nimmt er unbürokratisch eine fünfköpfige Flüchtlingsfamilie aus Syrien bei sich auf und erinnert sich dabei an seine eigene Kindheit als Flüchtling aus Ostpreußen. Krause wird von allen gebraucht – und blüht dabei förmlich auf. Für den 2017 verstorbenen Andreas Schmidt war es der letzte Auftritt als Krauses Nachbar und Freund Rolf-Dieter Schlunzke.

## Handlung
Horst Krause ist nun frisch pensioniert und kein Polizeihauptmeister mehr, aber so richtig ist er in seinem neuen Leben noch lange nicht angekommen. Im Familien-Gasthof im Dörfchen Schönhorst führt nach wie vor seine Schwester Elsa das Kommando und richtig viel zu tun gibt es eigentlich nicht. Sie will den seit Wochen mürrischen Bruder auch gar nicht den ganzen Tag in ihrer Nähe haben. Da findet sich plötzlich eine neue Aufgabe für „Hotti“, wie Elsa ihren Bruder immer nennt, denn auf Geheiß des Bürgermeisters und der Flüchtlingsbeauftragten wird bei ihnen eine syrische Flüchtlingsfamilie untergebracht. Eigentlich sollten sie zu seinem Nachbarn Schlunzke, doch dem wird das zu unheimlich, deshalb bittet er seinen Freund Krause die Familie aus Syrien aufzunehmen. Krause, der als Kind selber aus Ostpreußen vertrieben wurde, fühlt sich ein wenig moralisch verpflichtet zu helfen, was Elsa allerdings ganz und gar nicht so sieht. Doch ehe sie lange darüber diskutieren können, stehen die
Flüchtlinge schon im Hof: Familienoberhaupt Omar El Chanati, ein adretter älterer Herr, der Elsa gar nicht so unsympathisch erscheint, dessen hochschwangere Tochter Djamila, ihr halbwüchsiger Sohn Achmed und die Zwillinge Mohammed und Jussuf. Allesamt ziehen in die Gästezimmer und da sie nur sehr wenig Gepäck dabei haben, sucht Elsa schon gleich einmal ein paar brauchbare Kleidungsstücke für sie heraus.
Um die beiden Jungs kümmert sich Krause liebevoll, sie erinnern ihn an seine Kindheit. Ihrem großen Bruder muss er zwar erst einmal den nötigen Respekt vor dessen Mutter beibringen, aber ansonsten stellt er sich in den Dienst ihrer gemeinsamen Kommunikation. Dank seines multifunktionalen Handys und dem Internet ist die Sprachbarriere zwischen ihnen kein allzu großes Problem.
Unerwartet steht auch noch Krauses in Köln lebende Schwester Meta vor der Tür. Sie wirkt bedrückt und will gleich wieder abreisen, als sie hört, dass ihr Zimmer belegt ist. Krause vermutet sogleich, dass etwas mit ihrer Ehe nicht stimmt. Tatsächlich steckt ihr Mann Rudi in Schwierigkeiten, denn bei ihrem letzten Urlaub in Afrika hatte er Steine gesammelt, die sich am Flughafen als Diamanten herausstellten, und nun sitzt Metas Mann im Gefängnis und sie weiß sich keinen Rat. Damit sie auf andere Gedanken kommt, „beauftragt“ Krause seine Schwester als ehemalige Lehrerin den Flüchtlingen Deutschunterricht zu geben. Er kümmert sich derweil um seinen Freund Schlunzke, weil er das Gefühl hat, dass bei dem irgendetwas nicht in Ordnung sei, aber Schlunzke lässt sich einfach nicht in die Karten schauen.
So geht Krause weiter frisch ans Werk und besorgt dem jungen Achmed Arbeit beim Spargelbauern Kowalski. Nach anfänglichen Schwierigkeiten bei der Feldarbeit kommt Achmed der jungen Polin Dana näher und freundet sich mit ihr an – sehr zum Ärger einiger Jugendlicher des Ortes, die ihm das auch gleich mit Nachdruck klarzumachen versuchen, indem sie sein Fahrrad in den Teich werfen. Krause weiß, dass er sich mit seiner Willkommenskultur im Ort nicht nur Freunde gemacht hat, aber das geht ihm nun doch zu weit. Er knöpft sich nach alter Polizistenmanier den Hauptschuldigen vor und zeigt ihm, was er unter „Spaß“ versteht.
Weniger Spaß versteht jedoch Krauses Nachbar Fengler. Dieser sucht immer wieder einen neuen Anlass, um sich gegen die Ausländer zu beschweren. Doch Krause lässt sich nicht beirren und setzt sogar durch, dass die Zwillinge Mohammed und Jussuf in die „deutsche“ Schule gehen können.
Es kränkt ihn allerdings ganz persönlich, als er erfährt, dass Rudi im Gefängnis sitzt: Der Schwager eines Polizisten im Knast – das ist ihm dann doch zu viel.
Die nächste Katastrophe bahnt sich an, als herauskommt, dass Mohammed und Jussuf Waisenkinder sind und gar nicht zur Familie gehören. Doch ehe Krause zulässt, dass sie ins Heim müssen, überredet er Schlunzke, der schon immer davon geträumt hat, Kinder zu haben, die beiden Jungs zu adoptieren. Noch mehr Überredungskunst bedarf es jedoch, um von der Flüchtlingsbeauftragten auch die Zustimmung dafür zu bekommen.
Nachdem alles so gut gelaufen ist und Krause bewiesen hat, dass zwei unterschiedliche Kulturen nicht zwangsläufig unvereinbar sein müssen, gibt er ein Fest, zu dem selbst der Bürgermeister erscheint und eine Rede hält. Zu Metas Freude steigt ganz überraschend ihr Rudi aus einem Polizeiauto vor Krauses Gasthof. Er wird gerade von Namibia ins Untersuchungsgefängnis nach Deutschland überführt und hatte gebeten, kurz seine Frau sehen zu dürfen – schließlich sei sein Schwager ein Polizeikollege. Als gerade jetzt bei Djamila die Wehen einsetzen, bittet Krause die Beamten nun auch noch den kleinen Umweg ins Krankenhaus zu machen.

## Hintergrund
Krauses Glück wurde vom 18. Mai bis zum 16. Juni 2016 im Umland von Berlin gedreht, unter anderem im Tropical Island.

## Rezeption

### Einschaltquote
Die Erstausstrahlung von Krauses Glück am 16. Dezember 2016 erreichte im Ersten erreichte 4,19  Millionen Zuschauer und einen Marktanteil von 12,6 Prozent.

### Kritiken
Rainer Tittelbach von Tittelbach.tv lobte den Film und meinte: „Das Thema ist brandaktuell. Und Krause wäre nicht Krause, würde er die Flüchtlingsthematik nicht auf seine ganz eigene Weise anpacken: Hemdsärmelig und gewitzt. Wenn er aufzeigt, wo die Probleme liegen, bekommt das eine liebenswürdige Leichtigkeit. Das kann man naiv und oberflächlich finden, aber wir sind ja im Bereich Unterhaltung. Der Film wirkt an vielen Stellen wie ein Integrationsmärchen. Böhlich gelingt es mit seinen liebevoll gezeichneten Figuren mit einfachen Bildern – und auch so manch belehrendem Dialog – im Kleinen aufzuzeigen, woran es im Großen hapert.“
Bei der Berliner Morgenpost schrieb Felix Müller: „So ist sie nun also in der Abendunterhaltung des öffentlich-rechtlichen Fernsehens angekommen: die Flüchtlingskrise mit all ihren großen und kleinen Problemen.“ „Das alles kann man im Lichte der aktuellen Nachrichten vielleicht gutgläubig finden oder auch ein wenig überzuckert – aber man wird dem Film nicht vorwerfen können, den christlichen Kern von Merkels Satz ‚Wir schaffen das‘ missverstanden zu haben. Fazit: Dank des trockenen Witzes und des wunderbaren Horst Krause macht das Zuschauen einfach Spaß.“
Heike Hupertz von der FAZ wertete ebenfalls nur positiv: „Brandenburg, ein Sommermärchen. Früher war Krause der ruhende Pol im Polizeiruf 110 des RBB. Die Figur ist ein Publikumsliebling. Sie scheint einem Schwank entlaufen.“ Krause darf „ein bisschen was erleben und seine gelassene Sicht der Dinge unters Publikum bringen.“
Kino.de kam zu dem Urteil: „Ein schöner Film, weil er die Flüchtlingsthematik unkompliziert angeht. Den Stoiker Krause muss man einfach gern haben, seine Art Probleme anzupacken sowieso. Durch die trockenen Dialoge und nicht zuletzt die formidable Musik von Jakob Ilja bekommt ‚Krauses Glück‘ eine liebenswürdige Leichtigkeit.“
Leicht kritische Töne gab es bei focus.de: „Ein Manko des Films ist, dass die Flüchtlingsfiguren ziemlich blass bleiben. Die Zuschauer erfahren nichts über die Erlebnisse der syrischen Familie, die ein ganz besonderes Geheimnis hat. Dabei hätten die Charaktere durchaus Potenzial, auch wenn die vor Krieg und Leid Geflüchteten der deutschen Sprache noch nicht richtig mächtig sind.“